# Televisão em Chipre
A televisão em Chipre foi introduzida em 1956. A TV privada foi introduzida em 26 de abril de 1992, pela Logos TV, que iniciou suas transmissões em estéreo e teletexto desde o primeiro dia. A primeira estação privada de TV do Chipre pertenceu e foi operada pela Igreja do Chipre. Em agosto de 1995, a mesma estação introduziu o primeiro provedor de serviços de internet em Chipre, o LOGOSNET. Actualmente, a República de Chipre utiliza o sistema de cores PAL e converteu as transmissões terrestres para digitais a partir de 1 de Julho de 2011, em conformidade com a política da UE. Por causa da divisão política da ilha, as empresas de televisão também estão divididas.

## República do Chipre
A transmissão digital terrestre está agora disponível em Chipre (as transmissões análogas paralelas terminaram finalmente em 1 de julho de 2011). A transmissão digital por satélite está disponível através da plataforma NOVA Cyprus. A Athina Sat, outra fornecedora, foi lançada em maio de 2005, mas encerrou suas operações em 2008. A CytaVision e a PrimeTel oferecem TV digital através de transmissão de IPTV e a Cablenet através de sua rede de cabo privada (em certas áreas urbanas).

### Sinal aberto

#### Estações públicas
- RIK1 (Aglandjia)
- RIK2 (Aglandjia)
- RIK HD (Aglandjia)
- ERT World (Athens)
- Euronews (Lyon)

#### Canais privados
- Alpha TV (Latsia)
- ANT1 (Strovolos)
- ART TV (Limassol)
- Capital TV (Limassol)
- CBC TV Mall (Limassol)
- New Extra TV (Limassol)
- Plus (Limassol/Engomi)
- Sigma TV (Strovolos)
- Smile TV (Limassol)
- TVOne (Strovolos)

Os canais privados ANT1 Chipre, Plus TV, TVOne Chipre, Sigma e Novo Extra formado Velister, que carrega sua programação digital. Espera-se que o Velister cubra toda a região sul do Chipre antes de o analógico se desligar em 1 de julho de 2011. A recepção dos canais digitais gratuitos vai variar em todo o país:

### Televisão paga

#### Plataformas de TV a cabo
- Cablenet (Engomi)
- CytaVision (Strovolos)
- MTN TV (Nicósia)
- NOVA Cyprus (Nicósia)
- PrimeTel (Limassol)

#### Estações de TV a cabo
- Greek Cinema (Nicósia/Strovolos)
- MAD TV (Engomi)
- Movies Best (Nicósia/Strovolos)

### Outros
- RIK Sat (Europa, Nova Zelândia, Ásia e África, mas não estão mais disponíveis na Austrália)
- ERT World, um canal de língua grega internacionalmente transmitido pela emissora nacional da Grécia.
- BFBS, apenas disponível para forças HM estacionadas nas áreas de base soberanas, ou através de DVB-T encriptado em Nicósia.

### Frequências DVB-T
- 530 MHz (Ch 28 UHF) - RIK1, RIK2, RIK HD, ERT World, Euronews
- 546 MHz (Ch 30 UHF) - ANT1, Sigma, TVOne, Plus, New Extra, Capital
- 570 MHz (Ch 33 UHF) - RIK1, RIK2, RIK HD, ERT World, Euronews
- 602 MHz (Ch 37 UHF) - RIK1, RIK2, RIK HD, ERT World, Euronews
- 698 MHz (Ch 49 UHF) - ANT1, Sigma, TVOne, Plus, New Extra, Capital
- 706 MHz (Ch 50 UHF) - MAD cy, Music TV, BFBS TV, Manchester United TV grátis, Alpha Cyprus (também disponível no CH 41)